# York (Town, Green County)
Die Town of York ist eine von 16 Towns im Green County im US-amerikanischen Bundesstaat Wisconsin. Im Jahr 2010 hatte die Town of York 910 Einwohner.
Town hat in Wisconsin eine grundlegend andere Bedeutung, als im übrigen englischsprachigen Bereich. Vielmehr entspricht sie den in den anderen US-Bundesstaaten üblichen Townships, die nach dem County die nächstkleinere Verwaltungseinheit bilden.

## Geografie
Die Town of York liegt im Süden Wisconsins, rund 35 nördlich der Grenze zu Illinois. Der am Mississippi gelegene Schnittpunkt der drei Bundesstaaten Wisconsin, Iowa und Illinois liegt rund 105 km westsüdwestlich.
Die Koordinaten des geografischen Zentrums der Town of York sind 42°48′42″ nördlicher Breite und 89°46′37″ westlicher Länge. Sie erstreckt sich über eine Fläche von 93,2 km².
Die Town of York liegt im Nordwesten des Green County und grenzt an folgende Nachbartowns:
| Town of Moscow (Iowa County)         | Town of Perry (Dane County)                 | Town of Primrose (Dane County) |
| Town of Blanchard (Lafayette County) | Kompassrose, die auf Nachbargemeinden zeigt | Town of New Glarus             |
| Town of Argyle (Lafayette County)    | Town of Adams                               | Town of Washington             |

## Verkehr
Der Wisconsin State Highway 39 verläuft in West-Ost-Richtung durch den Norden durch der Town of York. Daneben führen noch die County Highways A, H und J durch die Town. Alle weiteren Straßen sind untergeordnete Landstraßen sowie teils unbefestigte Fahrwege.
Der nächste Flughafen ist der Dane County Regional Airport in Wisconsins Hauptstadt Madison (rund 60 km nordöstlich).

## Bevölkerung
Nach der Volkszählung im Jahr 2010 lebten in der Town of York 910 Menschen in 341 Haushalten. Die Bevölkerungsdichte betrug 9,8 Einwohner pro Quadratkilometer. In den 341 Haushalten lebten statistisch je 2,67 Personen.
Ethnisch betrachtet setzte sich die Bevölkerung zusammen aus 96,9 Prozent Weißen, 0,8 Prozent Afroamerikanern, 0,2 Prozent amerikanischen Ureinwohnern, 0,1 Prozent Asiaten sowie 0,7 Prozent Polynesiern; 1,3 Prozent stammten von zwei oder mehr Ethnien ab. Unabhängig von der ethnischen Zugehörigkeit waren 1,1 Prozent der Bevölkerung spanischer oder lateinamerikanischer Abstammung.
26,7 Prozent der Bevölkerung waren unter 18 Jahre alt, 63,7 Prozent waren zwischen 18 und 64 und 9,6 Prozent waren 65 Jahre oder älter. 49,3 Prozent der Bevölkerung war weiblich.
Das mittlere jährliche Einkommen eines Haushalts lag bei 81.583 USD. Das Pro-Kopf-Einkommen betrug 36.096 USD. 5,0 Prozent der Einwohner lebten unterhalb der Armutsgrenze.

## Ortschaften in der Town of York
Neben Streubesiedlung existiert in der Town of York mit Postville eine gemeindefreie Siedlung.